# Žeželovo
Žeželovo je naseljeno mjesto u općini Kiseljak, Federacija Bosne i Hercegovine, BiH.

## Stanovništvo

### 1991.
Nacionalni sastav stanovništva 1991. godine, bio je sljedeći:
ukupno: 357
- Muslimani - 260
- Hrvati - 88
- Jugoslaveni - 5
- ostali, neopredijeljeni i nepoznato - 4

### 2013.
Nacionalni sastav stanovništva 2013. godine, bio je sljedeći:
ukupno: 254
- Bošnjaci - 205
- Hrvati - 46
- Srbi - 1
- ostali, neopredijeljeni i nepoznato - 2